# Niko Hovinen
Niko Hovinen, född 16 mars 1988 i Helsingfors, är en finländsk professionell ishockeymålvakt som bl.a. spelat för Luleå HF och Malmö Redhawks. Han hade en viktig roll när Malmö besegrade Leksands IF säsongen 2014/2015 i direktkvalet till SHL.

## Spelarkarriär

### Jokerit
Hovinens SM-liigakarriär startade under säsongen 2005-06 då Hovinen fick agera backup till Joonas Hallikainen under en match efter att Tim Thomas plötsligt lämnat laget dagen före seriepremiären. Hovinen återvände sedan till juniorlaget för resten av säsongen. Den 23 november 2006 gjorde han sin första SM-liiga–start i en match mot Saipa, återigen inkallad när Jokerit hade tre målvakter skadade.
Under säsongen 2007-08 var Hovinen andramålvakt bakom Jussi Markkanen, men förvisades sedan till tredjemålvakt när Jokerit värvade Joni Puurula från Saipa strax före slutet av grundserien. Under slutspelet blev Hovinen backup till Joni Puurula efter att Jussi Markkanen skadade sig under första matchen i slutspelet.

### Pelicans
Inför säsongen 2008-09 blev Hovinen kontrakterad av Pelicans. Hovinen var rankad som nummer 10 på International Scouting Services ranking över målvakter inför 2006 års NHL-draft. När draften sedan ägde rum valdes han i den femte omgången, som 132:e spelare totalt, av Minnesota Wild.

### Nordamerika

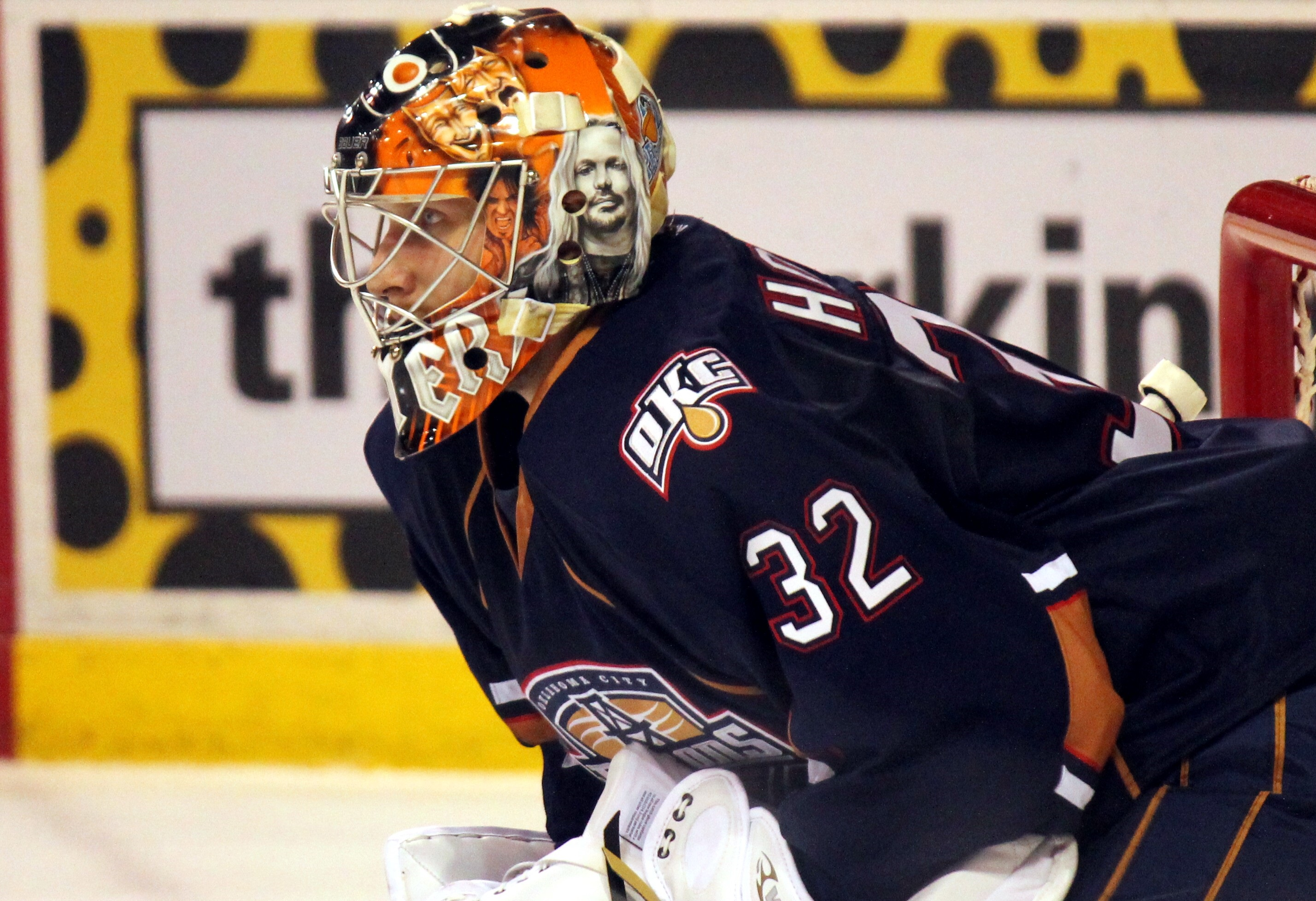
Niko Hovinen i Oklahoma City Barons

Den 17 maj 2011 tecknade Hovinen ett tvåårigt kontrakt på ingångsnivå med Philadelphia Flyers i National Hockey League (NHL). Han förblev dock kvar i Pelicans säsongen 2011-12.
Den 25 januari 2013 plockade Edmonton Oilers in Hovinen från waivers. Han flyttades sedan ned till Oilers AHL-lag Oklahoma City Barons, där han stannade säsongen 2013-14 ut.
Den 2 juli 2013, med Hovinens NHL-rättigheter fortfarande i Oilers ägo, valde han att återvända till Europa och undertecknade ett kontrakt med Metallurg Novokuznetsk i Kontinental Hockey League (KHL).

## Spelarstatistik
| 2006–07      | Jokerit                | SM-l         | 1   | 0  | 1  | 0 | 60   | 4   | 0  | 4.00 | .871 | — | — | — | —   | —  | — | —     | —    |
| 2007–08      | Jokerit                | SM-l         | 4   | 0  | 1  | 0 | 125  | 12  | 0  | 5.78 | .833 | — | — | — | —   | —  | — | —     | —    |
| 2008–09      | Pelicans               | SM-l         | 21  | 7  | 12 | 1 | 1110 | 54  | 2  | 2.92 | .896 | 1 | 0 | 0 | 11  | 3  | 0 | 15.72 | .667 |
| 2009–10      | Pelicans               | SM-l         | 18  | 5  | 7  | 3 | 944  | 47  | 1  | 2.99 | .914 | — | — | — | —   | —  | — | —     | —    |
| 2010–11      | Pelicans               | SM-l         | 49  | 17 | 25 | 5 | 2826 | 122 | 3  | 2.59 | .921 | — | — | — | —   | —  | — | —     | —    |
| 2011–12      | Pelicans               | SM-l         | 41  | 21 | 12 | 6 | 2358 | 89  | 5  | 2.26 | .921 | 8 | 5 | 2 | 442 | 17 | 2 | 2.30  | .925 |
| 2012–13      | Trenton Titans         | ECHL         | 16  | 4  | 6  | 3 | 841  | 44  | 0  | 3.14 | .889 | — | — | — | —   | —  | — | —     | —    |
| 2012–13      | Oklahoma City Barons   | AHL          | 10  | 5  | 3  | 2 | 612  | 30  | 1  | 2.94 | .892 | — | — | — | —   | —  | — | —     | —    |
| 2013–14      | Metallurg Novokuznetsk | KHL          | 18  | 2  | 13 | 0 | 856  | 43  | 0  | 3.01 | .916 | — | — | — | —   | —  | — | —     | —    |
| Liiga totalt | Liiga totalt           | Liiga totalt | 134 | 50 | 58 | 5 | 7423 | 328 | 11 | 2.65 | .910 | 9 | 5 | 2 | 454 | 20 | 2 | 2.64  | .916 |